# هنی ریستا
هنی ریستا (نروژی: Henny Reistad؛ زادهٔ ۹ فوریهٔ ۱۹۹۹) بازیکن هندبال زن اهل نروژ است.